# Oleg Iwanowitsch Skripotschka
Oleg Iwanowitsch Skripotschka (russisch Олег Иванович Скрипочка; * 24. Dezember 1969 in Newinnomyssk, Region Stawropol, UdSSR) ist ein ehemaliger russischer Kosmonaut.

## Ausbildung und Berufsleben
Nach dem erfolgreichen Abschluss der Physik- und Mathematikschule Nr. 28 in Saporischja 1987 studierte Skripotschka an der Moskauer Staatlichen Technischen Universität Bauman bis 1993 Maschinenbau. Dabei spezialisierte er sich auf die Konstruktion von Fluggeräten. Schon während des Studiums war er für den Raumfahrtkonzern NPO Energija tätig. Danach arbeitete er als Ingenieur in der Test- und Entwicklungsabteilung des Konzerns.

## Raumfahrertätigkeit
Am 28. Juli 1997 wurde Skripotschka von der  Kosmonautenabteilung RKK Energijas als Kandidat ausgewählt, seine Kosmonauten-Grundausbildung schloss er im November 1999 ab. Anschließend erfolgte ein erweitertes ISS-Training. Er war der Ersatzmann für Oleg Kononenko während dessen Flug als Bordingenieur der Mission Sojus TMA-12 zur Internationalen Raumstation.
Skripotschka diente auf einer Langzeitmission als Bordingenieur der ISS-Expeditionen 25 und 26. Am 7. Oktober 2010 startete er zusammen mit Alexander Kaleri und Scott Kelly mit dem Raumschiff Sojus TMA-01M zur ISS und landete am 16. März 2011 wieder.
Am 15. November 2010 unternahm er zusammen mit Fjodor Jurtschichin seinen ersten Außenbordeinsatz. Dabei wurde unter anderem eine Arbeitsplattform an Swesda installiert sowie das Kontur-Experiment abgebaut. Seinen zweiten und dritten Außenbordeinsatz unternahm er zusammen mit Dmitri Kontratjew am 21. Januar 2011 bzw. am 16. Februar 2011, bei denen der russische Stationsteil weiter ausgerüstet sowie mehrere Experimente montiert bzw. geborgen wurden.
Skripotschka startete am 18. März 2016 mit Sojus TMA-20M zu seinem zweiten Langzeitaufenthalt auf der ISS als Bordingenieur der ISS-Expeditionen 47 und 48. Am 7. September 2016 kehrte er zur Erde zurück.
Sein dritter ISS-Langzeitaufenthalt begann am 25. September 2019. Diesmal war er an Bord von Sojus MS-15 zusammen mit Jessica Meir und mit Hassa al-Mansuri, dem ersten Astronauten aus den Vereinigten Arabischen Emiraten, zu der Raumstation geflogen. Er nahm dort zunächst als Bordingenieur an der ISS-Expedition 61 teil und war vom 5. Februar bis zum 15. April 2020 Kommandant der Expedition 62. Am 17. April 2020 kehrte er mit Sojus MS-15 zur Erde zurück.

## Auszeichnungen
Im September 2017 wurde Skripotschka mit dem Verdienstorden für das Vaterland 4. Klasse ausgezeichnet.

## Privates
Oleg Skripotschka ist verheiratet und hat zwei Kinder. Zu seinen Hobbys gehören Fallschirmspringen und Fahrradtourismus.